# Esdeveniment de la Mediterrània Oriental
L'esdeveniment de la Mediterrània Oriental va ser una explosió aèria d'alta energia que va tenir lloc sobre el mar Mediterrani (entre Líbia, Grècia i Creta) el dia 6 de juny de 2002. La detonació, similar a la d'una petita bomba atòmica, ha estat atribuïda a un objecte celeste no detectat durant la seva aproximació a la Terra. L'objecte es va desintegrar i els seus fragments no han estat recuperats. En no arribar a la superfície i passar sobre el mar, no es va produir cràter.
Igual que passa a la teoria generalment acceptada de l'objecte de Tunguska, el bòlid –d'uns 10 metres de diàmetre– va detonar en l'aire a causa dels poderosos desequilibris tèrmics produïts per l'entrada a l'atmosfera terrestre. L'explosió va ser detectada per nombroses estacions sismogràfiques. L'energia alliberada s'ha establert, mitjançant mesurament per ultrasò, en aproximadament 26 quilotones (el doble que Hiroshima, més o menys com Nagasaki, com una petita bomba nuclear moderna). Si hagués explotat sobre zona habitada, les conseqüències haurien estat catastròfiques.
Addicionalment, en aquests moments Índia i Pakistan –dues nacions amb armes nuclears– estaven en un elevat estat d'alerta. Per tant, si l'impacte s'hagués produït en aquesta regió o les seves proximitats probablement s'hauria confós amb un atac, iniciant potencialment una guerra nuclear entre els dos països. Com que el punt de l'impacte i la regió en disputa de Caixmir es troben a la mateixa latitud, això no va succeir per escasses hores donada la rotació terrestre.